# 奧地利—沙特阿拉伯关系
奥地利-沙特阿拉伯关系是奥地利和沙特阿拉伯之间的外交关系。奥地利自1880年7月7日在吉达(当时在奥斯曼帝国统治下)设立了领事馆后，就开始了外交接触。两国于1957年9月10日建立正式和直接的外交关系。今天，奥地利在利雅得设有大使馆，沙特阿拉伯在维也纳也有大使馆。
2001年10月，奥地利总统托马斯·克莱斯蒂尔对沙特阿拉伯进行了国事访问。
2004年4月，沙特阿拉伯王储阿卜杜拉对奥地利进行国事访问。
2006年3月，奥地利总统海因茨·菲舍尔对沙特阿拉伯进行国事访问。